# Canoa/kayak ai Giochi della XIX Olimpiade - K4 1000 metri maschile
La competizione del K4 1000 metri maschile di Canoa/kayak ai Giochi della XIX Olimpiade si è disputata nei giorni dal 22 al 25 ottobre 1968 nella Pista Olímpica de Remo y Canotaje Virgilio Uribe del Canal de Cuemanco, Città del Messico. 

## Programma
| Data            | Round        | Nota                                            |
| --------------- | ------------ | ----------------------------------------------- |
| 22 ottobre 1968 | 3 Batterie   | I primi 3 in semifinale. I restanti ai recuperi |
| 23 ottobre 1968 | 2 Recuperi   | I primi 3 in semifinale                         |
| 24 ottobre 1968 | 3 Semifinali | I primi 3 in finale                             |
| 25 ottobre 1968 | Finale       |                                                 |

## Risultati

### Batterie
| Pos. | Nazione   | Atleti                                                                 | 500 m  | Totale | Nota |
| ---- | --------- | ---------------------------------------------------------------------- | ------ | ------ | ---- |
| 1    | Romania   | Anton Calenic, Dimitrie Ivanov Haralambie Ivanov, Mihai Ţurcaş         | 1'34"6 | 3'18"0 | Q    |
| 2    | Norvegia  | Steinar Amundsen, Egil Søby Tore Berger, Jan Johansen                  | 1'36"2 | 3'19"6 | Q    |
| 3    | Finlandia | Karl-Gustav von Alfthan, Heikki Mäkelä Jorma Lehtosalo, Ilkka Nummisto | 1'37"1 | 3'21"1 | Q    |
| 4    | Francia   | Jean Boudehen, Jean-Pierre Cordebois Albert Mayer, Claude Picard       | 1'39"9 | 3'22"6 |      |
| 5    | Danimarca | Harry Sørensen, Jørgen Andersen Hans-Viggo Knudsen, Steen Lund Hansen  | 1'37"6 | 3'23"3 |      |
| 6    | Australia | Phil Coles, Dennis Green Gordon Jeffery, Barry Stuart                  | 1'37"6 | 3'27"3 |      |
| 7    | Spagna    | José Perurena, Ángel Villar Gerardo López, Pedro Cuesta                | 1'43"9 | 3'40"4 |      |

| Pos. | Nazione          | Atleti                                                               | 500 m  | Totale | Nota |
| ---- | ---------------- | -------------------------------------------------------------------- | ------ | ------ | ---- |
| 1    | Ungheria         | Csaba Giczy, István Timár Imre Szöllősi, István Csizmadia            | 1'38"1 | 3'18"6 | Q    |
| 2    | Unione Sovietica | Mykola Chuzhykov, Yuriy Stetsenko Dmitry Matveyev, Heorhiy Kariukhin | 1'36"5 | 3'18"9 | Q    |
| 3    | Polonia          | Ewald Janusz, Ryszard Marchlik Rafał Piszcz, Władysław Zieliński     | 1'39"4 | 3'21"7 | Q    |
| 4    | Germania Ovest   | Bernd Guse, Erich Kemnitz Jochen Schneider, Erich Suhrbier           | 1'38"7 | 3'23"8 |      |
| 5    | Paesi Bassi      | Antonius Geurts, Jan Wittenberg Paul Bunschoten, Bram Muusse         | 1'37"7 | 3'31"4 |      |
| 6    | Stati Uniti      | Lester Cutler, Ernst Heincke Mervil Larson, John Pickett             | 1'43"5 | 3'31"7 |      |

| Pos. | Nazione       | Atleti                                                              | 500 m  | Totale | Nota |
| ---- | ------------- | ------------------------------------------------------------------- | ------ | ------ | ---- |
| 1    | Austria       | Helmut Hediger, Kurt Lindlgruber Günther Pfaff, Gerhard Seibold     | 1'37"6 | 3'21"7 | Q    |
| 2    | Germania Est  | Joachim Wenzke, Klaus-Uwe Will Erhard Riedrich, Klaus-Peter Ebeling | 1'39"1 | 3'23"5 | Q    |
| 3    | Svezia        | Per Larsson, Hans Nilsson Tord Sahlén, Åke Sandin                   | 1'38"4 | 3'24"5 | Q    |
| 4    | Gran Bretagna | Alistair Wilson, Alan Edwards Michael Mean, John Oliver             | 1'41"5 | 3'30"5 |      |
| 5    | Messico       | Carlos Graeff, Luis Lozano Roberto Heinze Hauser, Carlos Prendes    | 1'42"0 | 3'37"0 |      |
| 6    | Canada        | Arpad Simonyik, Wolfgang Ruck Gabor Joo, Jean Barré                 | 1'46"1 | 3'39"0 |      |

### Recuperi
| Pos. | Nazione     | Atleti                                                           | 500 m   | Totale  | Nota |
| ---- | ----------- | ---------------------------------------------------------------- | ------- | ------- | ---- |
| 1    | Paesi Bassi | Antonius Geurts, Jan Wittenberg Paul Bunschoten, Bram Muusse     | 1'38"02 | 3'26"86 | Q    |
| 2    | Francia     | Jean Boudehen, Jean-Pierre Cordebois Albert Mayer, Claude Picard | 1'38"96 | 3'28"80 | Q    |
| 3    | Australia   | Phil Coles, Dennis Green Gordon Jeffery, Barry Stuart            | 1'41"39 | 3'31"79 | Q    |
| 4    | Messico     | Carlos Graeff, Luis Lozano Roberto Heinze Hauser, Carlos Prendes | 1'42"64 | 3'36"90 |      |
| -    | Canada      | Arpad Simonyik, Wolfgang Ruck Gabor Joo, Jean Barré              |         |         | DNS  |

| Pos. | Nazione        | Atleti                                                                | 500 m   | Totale  | Nota |
| ---- | -------------- | --------------------------------------------------------------------- | ------- | ------- | ---- |
| 1    | Gran Bretagna  | Alistair Wilson, Alan Edwards Michael Mean, John Oliver               | 1'39"15 | 3'26"01 | Q    |
| 2    | Germania Ovest | Bernd Guse, Erich Kemnitz Jochen Schneider, Erich Suhrbier            | 1'38"56 | 3'30"58 | Q    |
| 3    | Danimarca      | Harry Sørensen, Jørgen Andersen Hans-Viggo Knudsen, Steen Lund Hansen | 1'39"68 | 3'30"92 | Q    |
| 4    | Spagna         | José Perurena, Ángel Villar Gerardo López, Pedro Cuesta               | 1'40"89 | 3'30"93 |      |
| 5    | Stati Uniti    | Lester Cutler, Ernst Heincke Mervil Larson, John Pickett              | 1'42"74 | 3'32"21 |      |

### Semifinali
| Pos. | Nazione          | Atleti                                                                | 500 m   | Totale  | Nota |
| ---- | ---------------- | --------------------------------------------------------------------- | ------- | ------- | ---- |
| 1    | Romania          | Anton Calenic, Dimitrie Ivanov Haralambie Ivanov, Mihai Ţurcaş        | 1'36"37 | 3'19"88 | Q    |
| 2    | Svezia           | Per Larsson, Hans Nilsson Tord Sahlén, Åke Sandin                     | 1'37"56 | 3'20"18 | Q    |
| 3    | Danimarca        | Harry Sørensen, Jørgen Andersen Hans-Viggo Knudsen, Steen Lund Hansen | 1'38"33 | 3'21"27 | Q    |
| 4    | Paesi Bassi      | Antonius Geurts, Jan Wittenberg Paul Bunschoten, Bram Muusse          | 1'37"20 | 3'21"60 |      |
| -    | Unione Sovietica | Mykola Chuzhykov, Yuriy Stetsenko Dmitry Matveyev, Heorhiy Kariukhin  |         |         | Rit. |

| Pos. | Nazione       | Atleti                                                                 | 500 m   | Totale  | Nota |
| ---- | ------------- | ---------------------------------------------------------------------- | ------- | ------- | ---- |
| 1    | Ungheria      | Csaba Giczy, István Timár Imre Szöllősi, István Csizmadia              | 1'37"12 | 3'20"03 | Q    |
| 2    | Finlandia     | Karl-Gustav von Alfthan, Heikki Mäkelä Jorma Lehtosalo, Ilkka Nummisto | 1'37"44 | 3'21"70 | Q    |
| 3    | Germania Est  | Joachim Wenzke, Klaus-Uwe Will Erhard Riedrich, Klaus-Peter Ebeling    | 1'36"82 | 3'23"30 | Q    |
| 4    | Australia     | Phil Coles, Dennis Green Gordon Jeffery, Barry Stuart                  | 1'38"95 | 3'24"79 |      |
| 5    | Gran Bretagna | Alistair Wilson, Alan Edwards Michael Mean, John Oliver                | 1'38"47 | 3'25"48 |      |

| Pos. | Nazione        | Atleti                                                           | 500 m   | Totale  | Nota |
| ---- | -------------- | ---------------------------------------------------------------- | ------- | ------- | ---- |
| 1    | Norvegia       | Steinar Amundsen, Egil Søby Tore Berger, Jan Johansen            | 1'34"50 | 3'18"29 | Q    |
| 2    | Austria        | Helmut Hediger, Kurt Lindlgruber Günther Pfaff, Gerhard Seibold  | 1'35"69 | 3'20"47 | Q    |
| 3    | Polonia        | Ewald Janusz, Ryszard Marchlik Rafał Piszcz, Władysław Zieliński | 1'38"45 | 3'21"29 | Q    |
| 4    | Francia        | Jean Boudehen, Jean-Pierre Cordebois Albert Mayer, Claude Picard | 1'36"62 | 3'23"51 |      |
| 5    | Germania Ovest | Bernd Guse, Erich Kemnitz Jochen Schneider, Erich Suhrbier       | 1'37"56 | 3'26"12 |      |

### Finale
| Pos.    | Nazione      | Atleti                                                                 | 500 m   | Totale  | Nota |
| ------- | ------------ | ---------------------------------------------------------------------- | ------- | ------- | ---- |
| Oro     | Norvegia     | Steinar Amundsen, Egil Søby Tore Berger, Jan Johansen                  | 1'33"74 | 3'14"38 |      |
| Argento | Romania      | Anton Calenic, Dimitrie Ivanov Haralambie Ivanov, Mihai Ţurcaş         | 1'33"66 | 3'14"81 |      |
| Bronzo  | Ungheria     | Csaba Giczy, István Timár Imre Szöllősi, István Csizmadia              | 1'37"42 | 3'15"10 |      |
| 4       | Svezia       | Per Larsson, Hans Nilsson Tord Sahlén, Åke Sandin                      | 1'37"17 | 3'16"68 |      |
| 5       | Finlandia    | Karl-Gustav von Alfthan, Heikki Mäkelä Jorma Lehtosalo, Ilkka Nummisto | 1'37"72 | 3'17"28 |      |
| 6       | Germania Est | Joachim Wenzke, Klaus-Uwe Will Erhard Riedrich, Klaus-Peter Ebeling    | 1'39"18 | 3'18"03 |      |
| 7       | Austria      | Helmut Hediger, Kurt Lindlgruber Günther Pfaff, Gerhard Seibold        | 1'36"09 | 3'18"95 |      |
| 8       | Polonia      | Ewald Janusz, Ryszard Marchlik Rafał Piszcz, Władysław Zieliński       | 1'39"50 | 3'22"10 |      |
| 9       | Danimarca    | Harry Sørensen, Jørgen Andersen Hans-Viggo Knudsen, Steen Lund Hansen  | 1'40"38 | 3'25"64 |      |